# Factorial exponencial
El factorial exponencial es un entero positivo n elevado a la potencia n-1, el cual a su vez está elevada a la potencia n-2, y así sucesivamente. Se suele usar como notación el símbolo identificativo del factorial en el lugar del exponente {\displaystyle n^{!}}. Se define:
{\displaystyle a_{n}=n^{\left(n-1\right)^{\left(n-2\right)^{\cdots }}}\,}
También puede definirse mediante la siguiente relación de recurrencia:
{\displaystyle a_{0}=1,\quad a_{n}=n^{a_{n-1}}\,}
Los primeros factoriales exponenciales son:
| {\displaystyle n} | {\displaystyle n^{!}} |
| ----------------- | --------------------- |
| 0                 | 1                     |
| 1                 | 1                     |
| 2                 | 2                     |
| 3                 | 9                     |
| 4                 | 262.144               |
| 5                 | 6,2... × 10183230     |

Su crecimiento es mayor que el de los factoriales e incluso que el de los hiperfactoriales. El factorial exponencial de n=5 tiene 183.231 dígitos.
La suma infinita de los inversos de los factoriales exponenciales es:
{\displaystyle S=\sum _{k=1}^{\infty }{\frac {1}{a_{k}}}={\frac {1}{1}}+{\frac {1}{2}}+{\frac {1}{9}}+{\frac {1}{262144}}+\cdots =1,6111149258083767361111\ldots }
cuyo resultado es un número de Liouville, y por tanto irracional.